# Булеза Андрій Михайлович
Андрій Михайлович Булеза (нар. 25 січня 2004, с. Заріччя, Закарпатська область, Україна) — український футболіст, лівий захисник львівських «Карпат».

## Клубна кар'єра
Вихованець закарпатського футболу. З 2017 року виступав за юнацьку команду донецького «Шахтаря» і встиг здобути п'ять чемпіонських титулів: U-14 (2018), U-15 (2019), U-16 (2019), U-17 (2021), U-19 (2021). 2021 і 2022 року проходив підготовку до сезону разом з першою командою «Шахтаря», втім так за неї і не зіграв.
У березні 2023 року відправився в оренду в «Минай». За цей клуб дебютував 6 березня в українській Прем'єр-лізі, вийшовши у стартовому складі проти «Львова» (0:1). У віці 19 років і 40 днів Булеза став наймолодшим дебютантом закарпатського клубу за часи виступів в УПЛ.
В лютому 2024 року відправився в оренду в першолігові «Карпати» до 30 червня

## Виступи за збірну
Виступав за юнацькі збірні України від 16 до 19 років.